# Bes Kallaku
Bes Kallaku, właściwie Besart Kallaku (ur. 20 listopada 1985 w Tiranie) – albański aktor, piosenkarz i piłkarz, działacz charytatywny.

## Życie prywatne
W 2017 roku poślubił Xhensilę Myrtezaj i ma z nią jedno dziecko.

## Filmografia

### Filmy
| Rok  | Tytuł          | Rola   |
| ---- | -------------- | ------ |
| 2008 | Czas komety    | on sam |
| 2009 | Żyj!           | Fikja  |
| 2016 | Pit Stop Mafia | Tulla  |
| 2019 | Nieustraszeni  | Ilir   |
| 2019 | Falco          | Falco  |

### Seriale
| Rok  | Tytuł       | Rola     |
| ---- | ----------- | -------- |
| 2004 | Portokalli  | Minatori |
| 2010 | Radio Radio | Lloni    |